# Urbana (Iowa)
Pour les articles homonymes, voir Urbana.
La ville d’Urbana est située dans le comté de Benton, dans l’État de l’Iowa, aux États-Unis. Elle comptait 1 019 habitants lors du recensement de 2000.

## Source
- (en) Cet article est partiellement ou en totalité issu de l’article de Wikipédia en anglais intitulé « Urbana, Iowa » (voir la liste des auteurs).